# Zoran Konstantinović
Zoran Konstantinović (kyrillisch Зоран Константиновић; * 5. Juni 1920 in Belgrad; † 22. Mai 2007 in Belgrad) war ein serbischer Literaturwissenschaftler.

## Leben
Konstantinović besuchte u. a. bei den Grazer Marienbrüdern die Schule. Kurz nach Ausbruch des Zweiten Weltkrieges geriet er in deutsche Kriegsgefangenschaft. Nach dem Ende des Krieges unterrichtete er englische und deutsche Sprache in Militärschulen in Zagreb und Belgrad; nebenbei studierte er französische, englische, deutsche, russische und jugoslawische Literatur in Belgrad, Zagreb und München. 1953 wurde er promoviert, 1957 habilitierte er sich. 1964 wurde er Professor an der Universität Belgrad. 1970 erhielt Zoran Konstantinović einen Ruf an die Universität Innsbruck und wurde zudem Gründungsdirektor des dortigen Instituts für Vergleichende Literaturwissenschaft. 1990 wurde er emeritiert.

## Wirken
Er publizierte ca. 600 Veröffentlichungen zu Grundsatzfragen der Theorie- und Methodenproblematik der Vergleichenden Literaturwissenschaft. Bekannt wurde er mit dem Standardwerk „Einführung in die Vergleichende Literaturwissenschaft“ und Forschungsergebnissen zu interliterarischen Beziehungen insbesondere im Feld der „mitteleuropäischen Völker“.
Konstantinović war Mitglied der Serbischen Akademie der Wissenschaften und Künste, zudem Mitglied der Kommission für Literatur und des literatur- und kulturwissenschaftlichen Komitees Österreich-Ungarn der Österreichischen Akademie der Wissenschaften. Er war korrespondierendes Mitglied der Südosteuropa-Gesellschaft. 1990 war er Gründungsmitglied des Humboldt-Clubs Serbien. Er wurde 1994 mit der Konstantin Jireček-Goldmedaille ausgezeichnet.